# Linia kolejowa nr 533
Linia kolejowa nr 533 – pierwszorzędna, jednotorowa, zelektryfikowana linia kolejowa znaczenia państwowego łącząca rozjazdy numer 1 i 12 na stacji Łowicz Główny.
Pierwotną nazwą linii była Arkadia – Placencja; jej zmiana nastąpiła podczas przebudowy stacji Łowicz Główny oraz utworzenia lokalnego centrum sterowania.

## Charakterystyka techniczna
Linia w całości jest klasy C3, maksymalny nacisk osi wynosi 221 kN dla lokomotyw oraz 216 kN dla wagonów, a maksymalny nacisk liniowy wynosi 71 kN (na metr bieżący toru). Linia wyposażona jest w sieć trakcyjną typu C95‑C; dostosowana jest do maksymalnej prędkości 110 km/h; maksymalna obciążalność prądowa wynosi 1150 A, a minimalna odległość między odbierakami prądu wynosi 20 m. Linia zaopatrzona jest w elektromagnesy samoczynnego hamowanie pociągów. Linia podlega pod obszar konstrukcyjny ekspozytury Centrum Zarządzania Linii Kolejowych Warszawa, a także pod Zakład Linii Kolejowych w Warszawie. Prędkość maksymalna jak i konstrukcyjna wynoszą 60 km/h.
Linia w całości została uwzględniona w kompleksowej i bazowej towarowej sieci TEN-T.